# Denée (Francja)
Denée – miejscowość i gmina we Francji, w regionie Kraj Loary, w departamencie Maine i Loara.
Według danych na rok 2010 gminę zamieszkiwało 1 403 osoby, a gęstość zaludnienia wynosiła 89 osób/km².